# Imatra
Imatra est une ville située sur les rives du lac Saimaa dans le sud-est de la Finlande, à la frontière avec la Russie.
La ville se trouve dans la province de Finlande méridionale (Etelä-Suomen lääni en finnois) et la région de Carélie du Sud.

## Histoire
Imatra est fondée en 1948 sur une partie de l'ancienne commune de Jääski sur des territoires appartenant aux communes de Jääski, Ruokolahti et de Joutseno.
Imatra obtient le statut de ville en 1971.
Le 3 décembre 2016, une élue municipale d'Imatra, la sociale-démocrate Tiina Wilén-Jäppinen, est assassinée avec deux journalistes.

## Architecture
L'architecture est résolument moderne.
Un des bâtiments les plus connus est l'Église des trois croix, l'une des œuvres majeures d'Alvar Aalto.
La ville a également accueilli les Asuntomessut en 1986.

## Géographie
Imatra se situe au niveau de la principale brèche dans la moraine de Salpausselkä, celle qui laisse s'écouler l'eau de tous les lacs de l'est du pays à travers un seul fleuve, la Vuoksi. La ville, coupée en deux par la Vuoksi qui franchit les Imatrankoski (les plus importants rapides d'Europe), est coincée entre le lac Saimaa et la frontière. Elle n'a pas de vrai centre à proprement parler, mais est formée de 3 zones industrielles parmi les plus importantes du pays.
Les rapides Imatrankoski, bien qu'aujourd'hui fermés par un barrage qui ne lâche son eau que quelques minutes par jour en été, sont un des sites naturels les plus connus du pays et à ce titre classés paysage national.
L'hôtel historique domine les rapides depuis 1903.
La commune est bordée par Joutseno à l'ouest, Ruokolahti à l'est et au nord. L'ancienne ville finlandaise (avant la Guerre d'Hiver) d'Enso, devenue la ville russe de Svetogorsk, est distante de seulement 9 km.
La ville est traversée par la nationale 6, qui la relie à Lappeenranta (36 km), Joensuu (199 km) et Helsinki (260 km). Saint-Pétersbourg est à 245 km.

## Démographie
L'évolution démographique depuis 1980 est la suivante, :
| Année      | 1980   | 1985   | 1990   | 1995   | 2000   | 2005   |
| ---------- | ------ | ------ | ------ | ------ | ------ | ------ |
| population | 36 378 | 35 085 | 33 566 | 32 057 | 30 663 | 29 529 |

| Année      | 2010   | 2015   | 2020   |
| ---------- | ------ | ------ | ------ |
| population | 28 540 | 27 786 | 26 509 |

## Administration

### Subdivisions administratives
À la fin 2017, Imatra compte 27 269 habitants, dont 26 370 habitent dans la zone urbaine d'Imatra, 661 dans des habitations dispersées et 238 en des lieux inconnus.
Le taux d'habitation urbain d'Imatra est de 97,6 %,.

### Conseil municipal
Les 43 sièges du conseil municipal d'Imatra se répartissent comme suit:
| Parti   | Parti                           | Sièges 2021-2025 |
| ------- | ------------------------------- | ---------------- |
|         | SDP                             | 16               |
|         | Parti de la Coalition nationale | 12               |
|         | Parti du centre                 | 2                |
|         | Chrétiens-démocrates            | 1                |
|         | Alliance de gauche              | 1                |
|         | Ligue verte                     | 4                |
|         | Vrais Finlandais                | 7                |
|         | Mouvement maintenant            | 0                |
| Sources |                                 |                  |

## Économie
Grâce à l'énergie fournie par les rapides de la rivière Vuoksi, la ville connaît un développement considérable à partir de 1929 et de la construction du barrage d'Imatrankoski. Son âge d'or dure de la fin de la Guerre de Continuation jusqu'aux années 1980, avec l'installation de plusieurs usines de pâte à papier.
Elle est ensuite très durement touchée par la crise qui suit l'effondrement de l'Union soviétique. Le début des années 1990 voit une explosion du chômage et le début d'une décroissance de la population de 1 % par an qui n'a pas été enrayée.
Le papetier Stora Enso reste le plus gros employeur de la ville, avec 2 800 salariés. On y trouve aussi une aciérie, filiale du groupe Wärtsilä.

### Principales entreprises
En 2021, les principales entreprises d'Imatra par chiffre d'affaires sont :
| Société                         | C.A.   |
| ------------------------------- | ------ |
| Ovako Imatra Oy Ab              | 149 M€ |
| Siège de Tornator Oyj           | 108 M€ |
| Sylvamo Nordic Sales Company Oy | 108 M€ |
| Rakennusliike Evälahti Oy       | 23 M€  |
| Tetra Pak Production Oy         | 20 M€  |
| Karjalan Paperi Oy              | 15 M€  |
| A&K Rauta Oy                    | 13 M€  |
| Imatran Seudun Sähkö Oy         | 13 M€  |
| Imatran Seudun Sähkönsiirto Oy  | 12 M€  |
| Imatran Lämpö Oy                | 12 M€  |

### Employeurs
En 2021, les plus importants employeurs privés d'Imatra sont:
| Employeur                 | Employés |
| ------------------------- | -------- |
| Ovako Imatra Oy Ab        | 530      |
| Hotelli Imatran Kylpylä   | 105      |
| Rakennusliike Evälahti Oy | 103      |
| Havi Oy / Pääkonttori     | 100      |
| Lecator Oy                | 74       |
| Rämö Oy                   | 70       |
| Comatec Automation Oy     | 63       |
| Kuusitunturi Oy           | 50       |
| Tetra Pak Production Oy   | 47       |
| Minimani Imatrankoski     | 38       |

## Transports

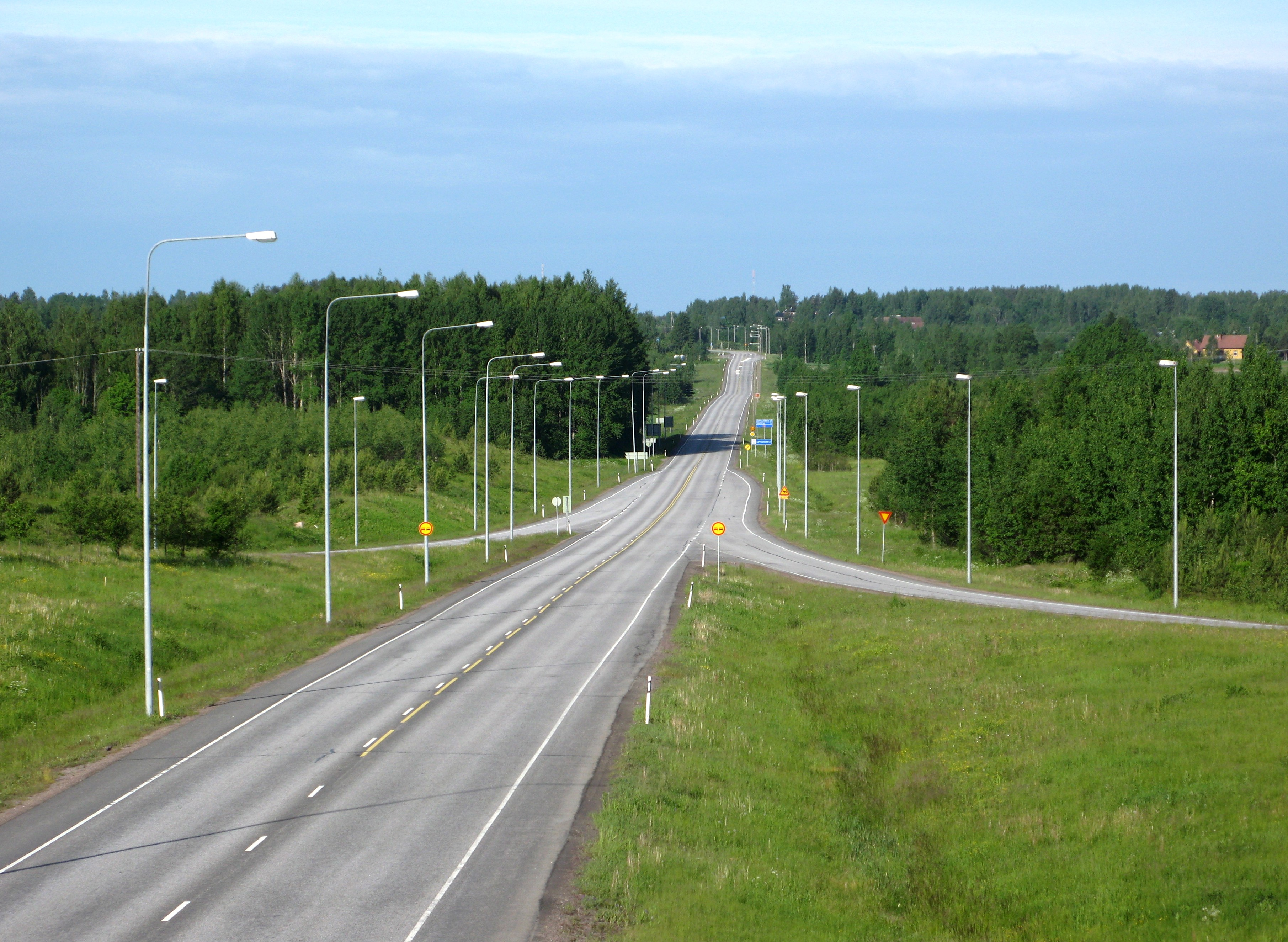
La valtatie 6 à Imatra.

### Transports ferroviaires
La voie ferrée de Carélie dessert la Gare d'Imatra.
La gare d'Imatra assure le transport de passagers et de marchandises.
De la zone de marchandises part une autre ligne en direction de Vyborg.
La compagnie russe nommée Chemins de fer d'octobre projette de démarrer des services de transports de passagers réguliers entre Saint-Pétersbourg et Imatra en prévoyant un million de passagers par an.

### Transports aériens
L'aéroport public le plus proche est l'aéroport de Lappeenranta.
Les gardes-frontières finlandais utilisent l'aéroport d'Immola (fi) qui est situé à Imatra.

### Transports routiers
La valtatie 6, qui mène de Koskenkylä à Kouvola, et par Lappeenranta et Joensuu à Kajaani, traverse Imatra.
Le kantatie 62 qui vient de Mikkeli traverse Imatra et se termine au poste-frontière d'Imatra, à la frontière entre la Finlande et la Russie.
Imatra est aussi traversé par la seututie 160.
Distances
| - Enso 7 km - Helsinki 259 km - Hämeenlinna 265 km - Iisalmi 330 km - Joensuu 198 km - Jyväskylä 252 km - Kajaani 410 km - Kokkola 493 km - Kotka 145 km - Kouvola 121 km - Kilpisjärvi 1 116 km | - Kuopio 241 km - Lahti 182 km - Lappeenranta 36 km - Loimaa 365 km - Mikkeli 134 km - Oulu 528 km - Parikkala 61 km - Saint-Pétersbourg 220 km - Pori 486 km - Puumala 64 km - Raumae 509 km | - Rautjärvi 27 km - Rovaniemi 732 km - Ruokolahti 19 km - Savonlinna 120 km - Simpele 47 km - Sulkava 85 km - Tampere 299 km - Turku 421 km - Vaasa 533 km - Viipuri 55 km - Ylivieska 458 km |

### Transports aquatiques
Le Port d'Imatra-Vuoksi est un port de fret opérant dans la zone industrielle de Stora Enso à Imatra.

## Lieux et monuments
- Parc de la couronne (fi)
- Musée d’Art de Imatra
- Imatrankoski
- Musée municipal (fi)
- Hôtel national d'Imatra
- Théâtre d'Imatra (fi)
- Église des trois croix
- Église Saint-Nicolas
- Musée de la douane (fi)
- Mairie d'Imatra
- Mellonmäki
- Maison de la culture Virta
- Établissement balnéaire
- Centrale d'Imatra
- Église d'Imatrankoski
- Parc de pêche de la Vuoksi (fi)
- Église de Tainionkoski
- Centrale de Tainionkoski (fi)
- Port de la Vuoksi

## Culture et loisirs
Chaque été, un important festival de jazz, l'Imatra Big Band Festival, attire 50 000 personnes. C'est le deuxième plus important festival de jazz du pays après Pori Jazz.
Le circuit d'Imatra a accueilli de 1964 à 1982 le Grand Prix de Finlande comptant pour les championnats du monde de vitesse moto.

## Personnalités
Imatra est la ville de naissance du hockeyeur Jussi Markkanen. L'ancienne présidente du parlement Riitta Uosukainen, née de l'autre côté de la frontière pendant la guerre, y a été longtemps élue municipale.
- Jussi Markkanen (1975-), joueur de hockey sur glace
- Jouni Pellinen (1983-), skieur acrobatique
- Petteri Nokelainen (1986-), joueur de hockey sur glace
- Lari Lehtonen (1987-), skieuse de fond

## Jumelages
La ville de Imatra est jumelée avec les villes suivantes :
| Ville | Ville                         | Pays | Pays      | Période     |
| ----- | ----------------------------- | ---- | --------- | ----------- |
|       | Beihai                        |      | Chine     | depuis 2017 |
|       | Commune de Narva-Jõesuu (en), |      | Estonie   | depuis 2008 |
|       | Jiaxing                       |      | Chine     | depuis 2015 |
|       | Ludvika                       |      | Suède     | depuis 1958 |
|       | Nijyne                        |      | Ukraine   |             |
|       | Salzgitter                    |      | Allemagne | depuis 1971 |
|       | Szigetvár                     |      | Hongrie   | depuis 1998 |
|       | Zvolen                        |      | Slovaquie | depuis 1968 |

## Galerie

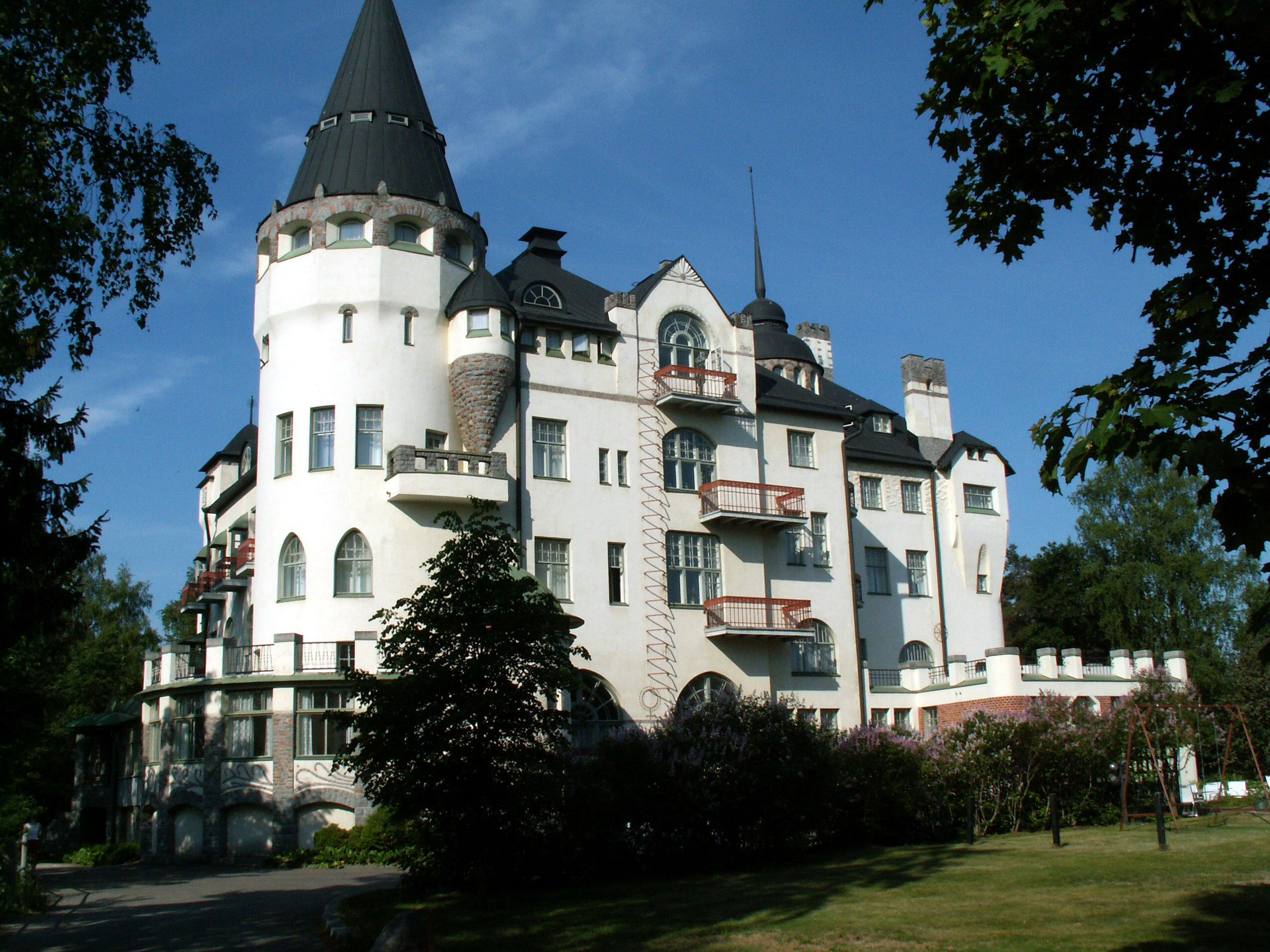
Hôtel national d'Imatra
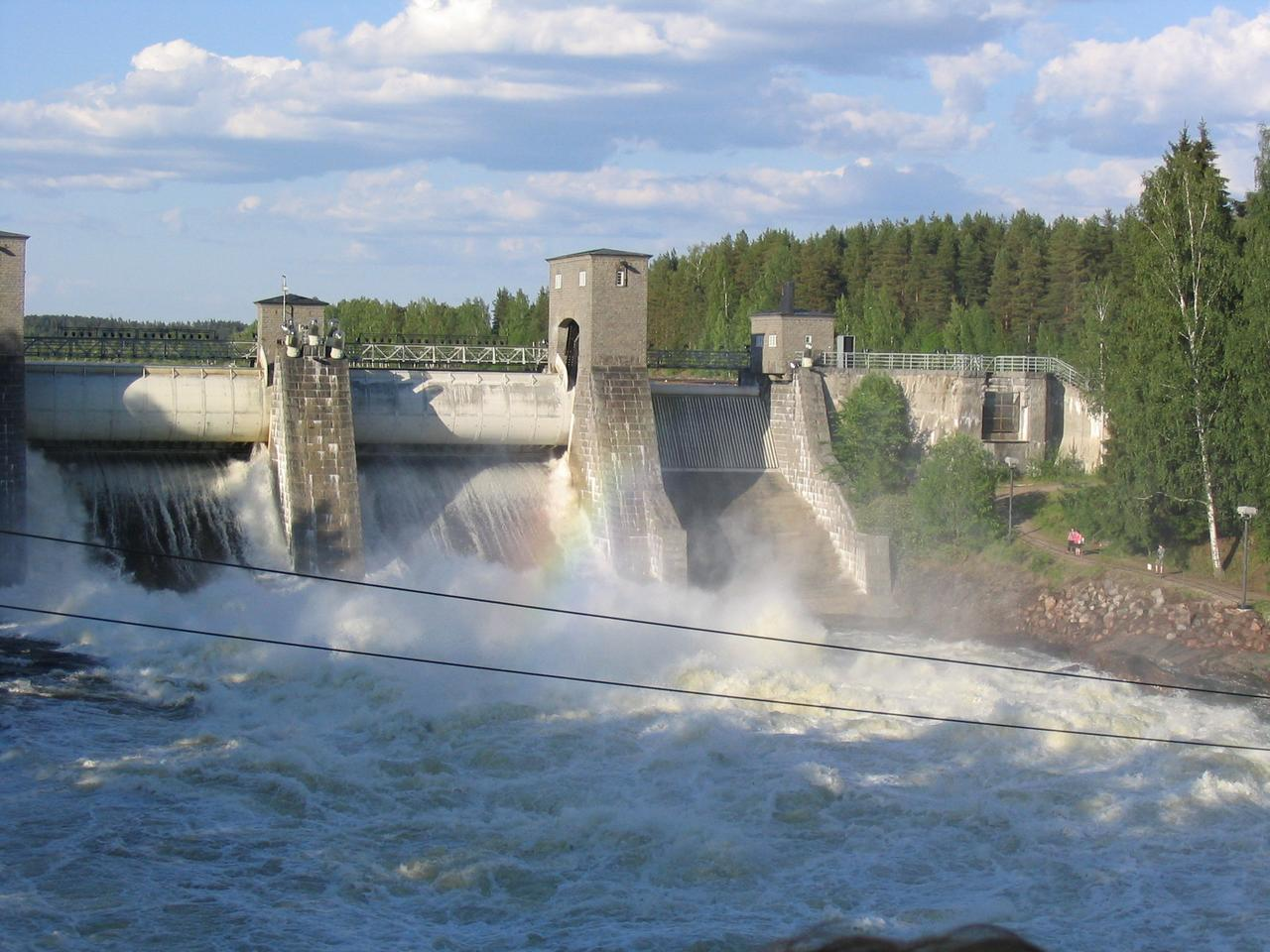
Rapides d'Imatra
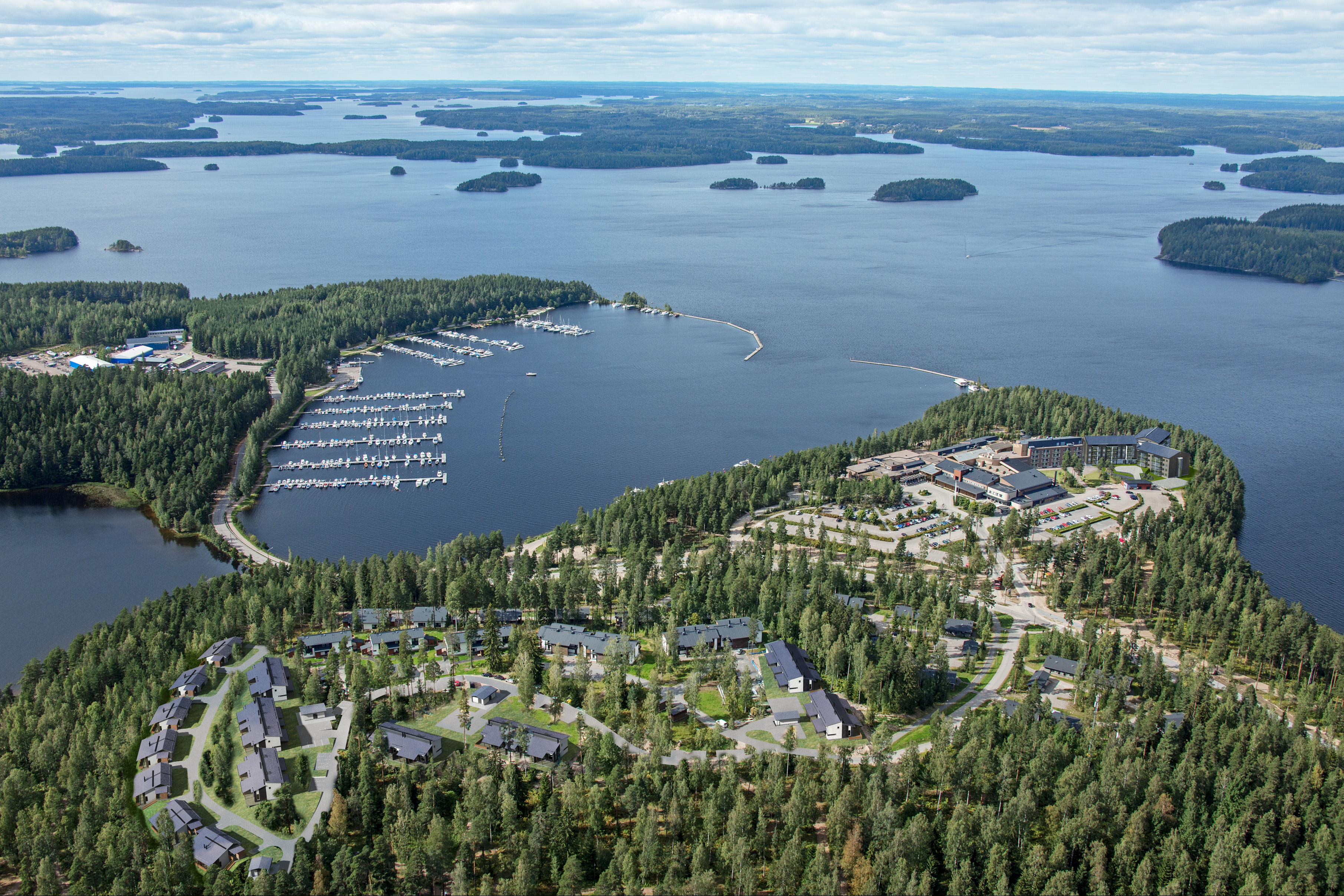
Établissement balnéaire d'Imatra
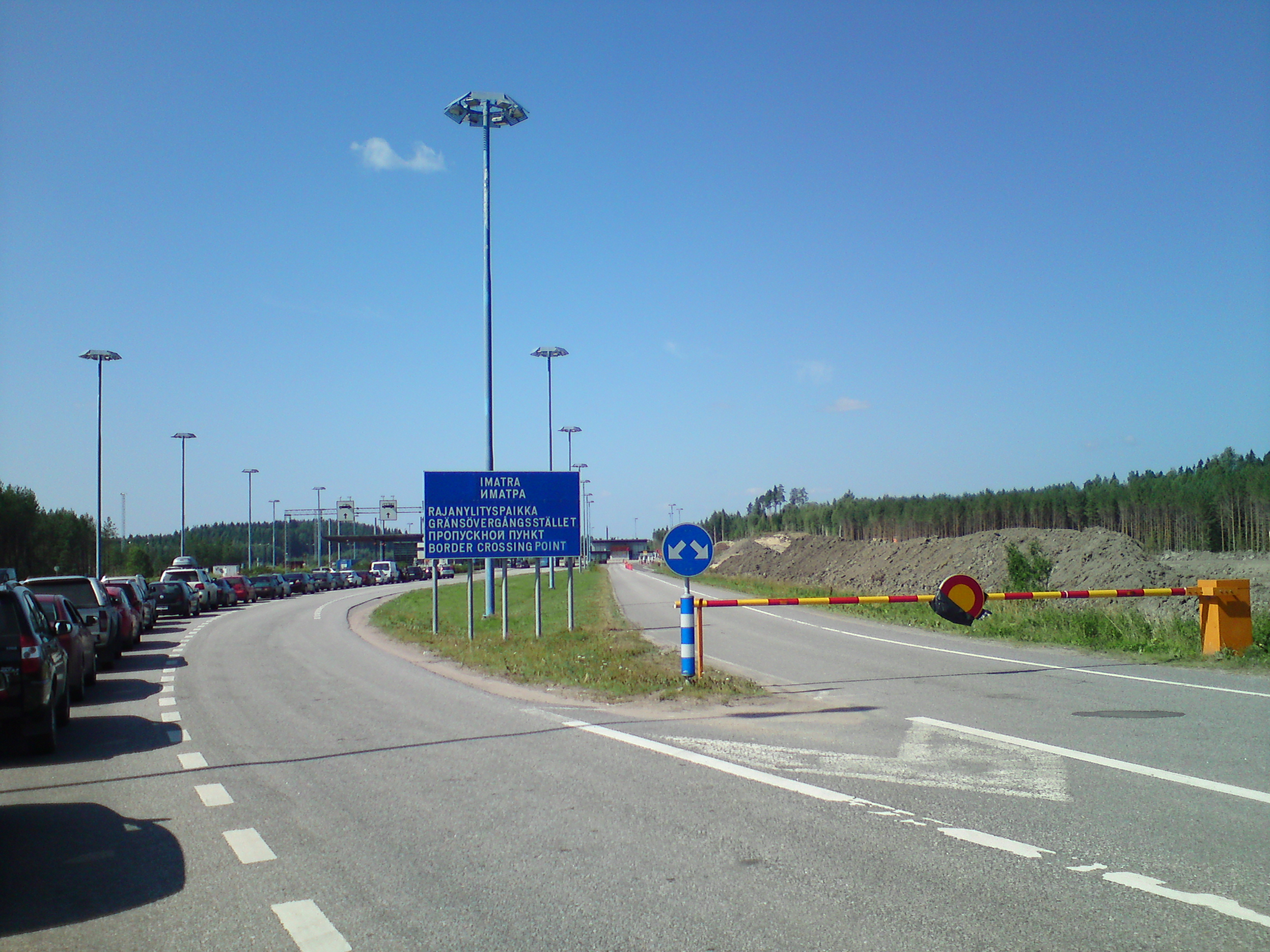
Frontière entre la Finlande et la Russie
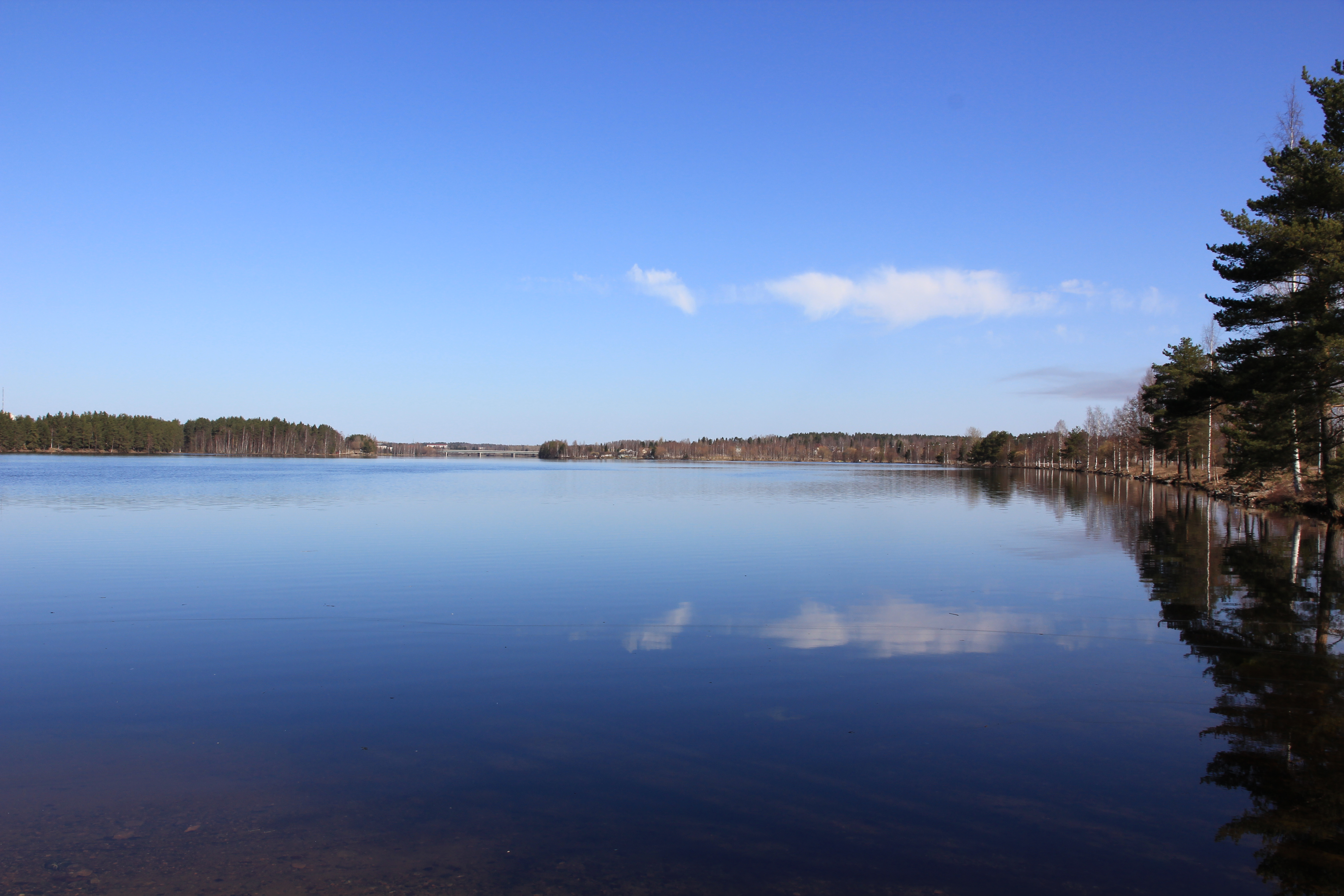
La Vuoksi
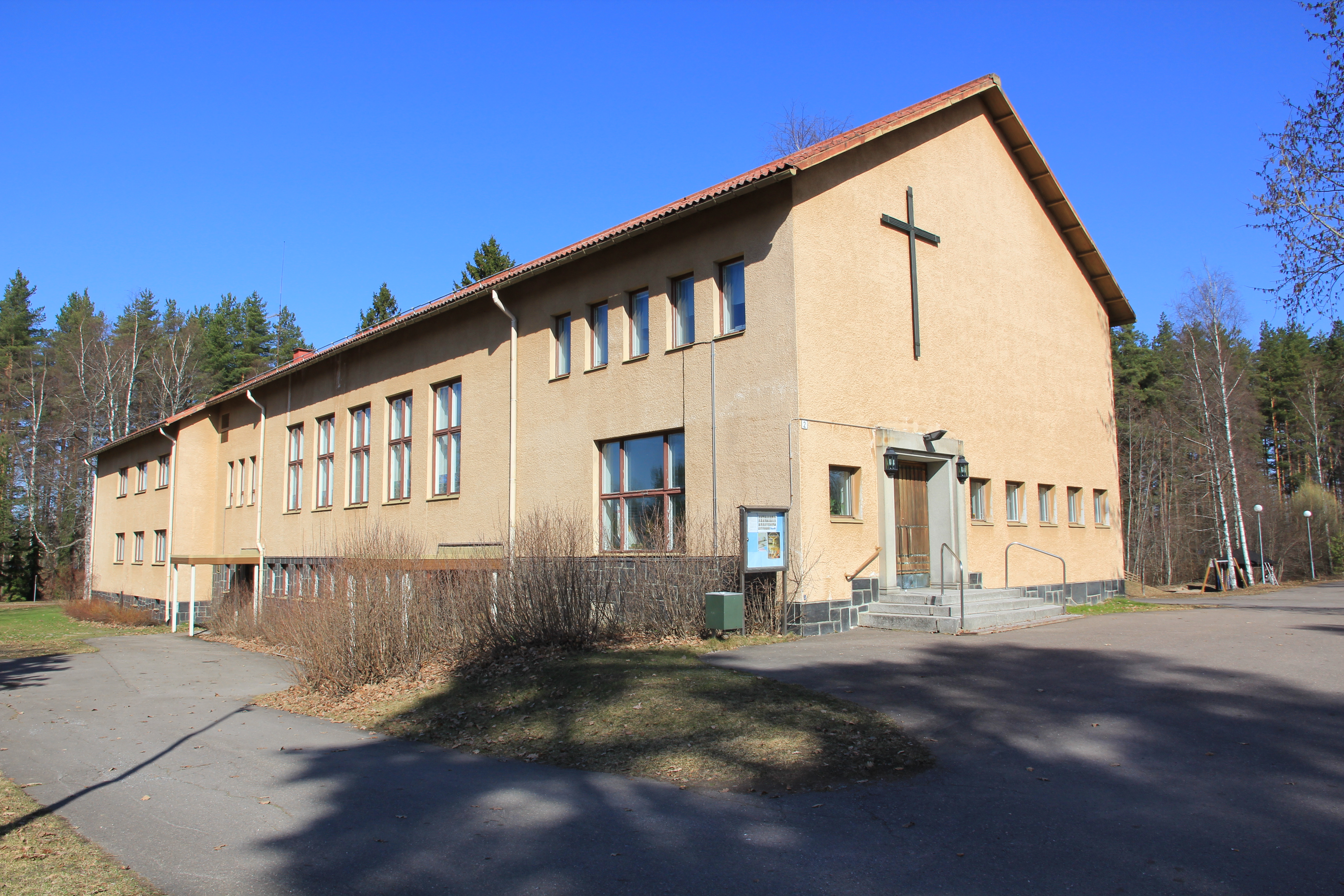
Église d'Imatrankoski
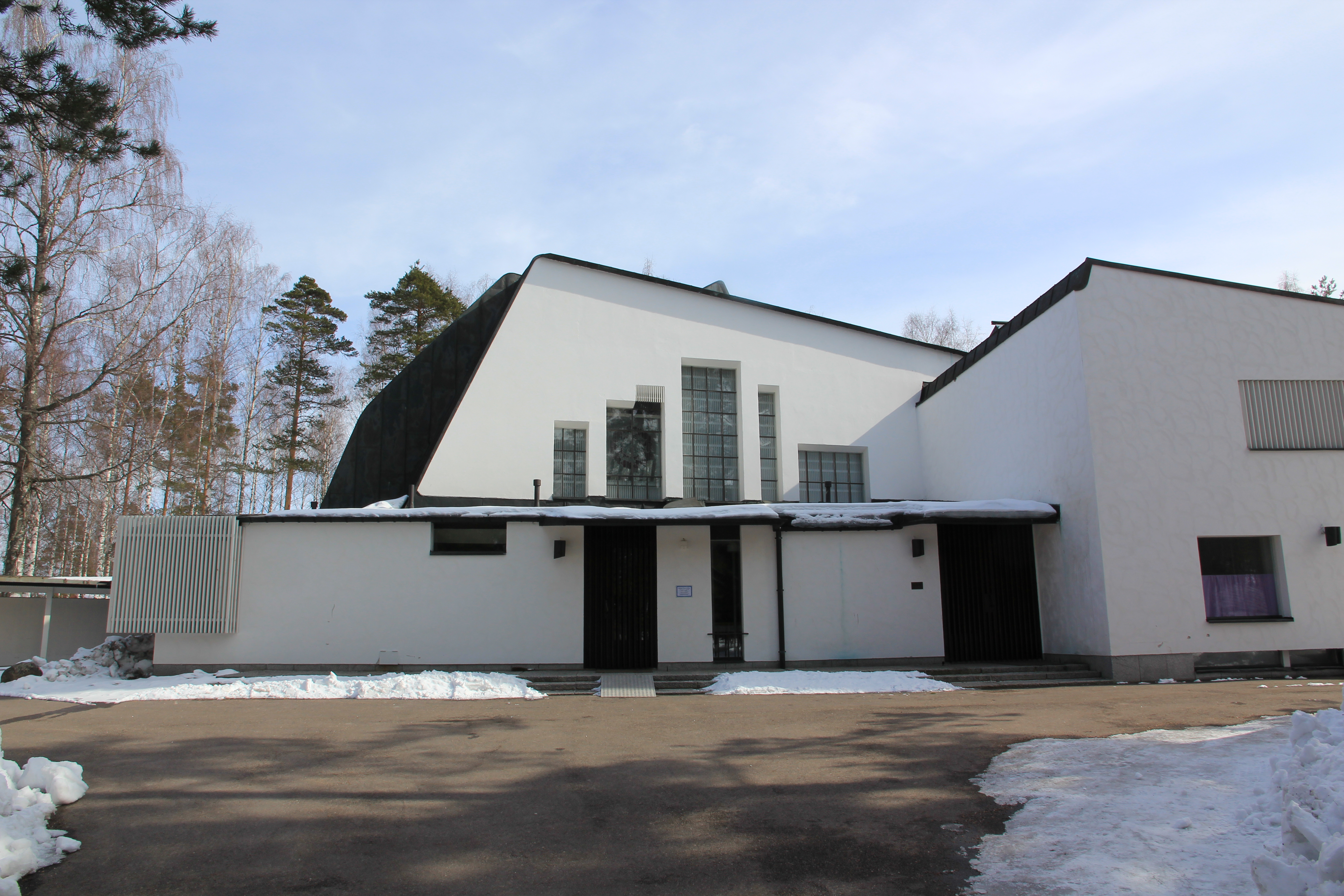
Église des trois croix d'Imatra